# Agrostis javanica
Agrostis javanica é uma espécie de gramínea do gênero Agrostis, pertencente à família Poaceae.